# لارس كلينغبايل
لارس كلينغبايل (بالألمانية: Lars Klingbeil) (مواليد 23 فبراير 1978 في زولتاو)، سياسي ألماني ينتمي للحزب الديمقراطي الاجتماعي الألماني (SPD)، ويشغل منصب الأمين العام للحزب منذ 8 ديسمبر 2017. [1] في عام عام 2005 شغل مقعد في البوندستاغ لمدة تسعة أشهر ليعود ويشغل المقعد مرة أخرى منذ عام 2009. من عام 2003 إلى عام 2007 كان نائب رئيس رابطة شباب الحزب الديمقراطي الاجتماعي.

## روابط خارجية
- لارس كلينغبايل على موقع IMDb (الإنجليزية)
- لارس كلينغبايل على موقع مونزينجر (الألمانية)
- لارس كلينغبايل على موقع قاعدة بيانات الفيلم (الإنجليزية)